# Wiam Simav Bedirxan
Wiam Simav Bedirxan (nascuda a Homs) és una directora de cinema, de fotografia i guionista siriana d'ètnia kurda, que va co-dirigir la pel·lícula de 2014 Ma'a al-Fidda ("Aigua d'argent. Autoretrat de Síria"), amb el director de cinema exiliat Usama Muhammad. Bedirxan va documentar el Setge d'Homs, enviant gravacions via internet a Muhammad a París, per tal que la pel·lícula s'estrenés mundialment al Festival de Cinema de Canes de 2014.
Bedrixan, una mestra d'escola elemental d'Homs, havia contactat amb Muhammad per rebre consell sobre què filmar. Ella no va conèixer el co-director en persona fins que va ser capaç de fugir d'Homs i assistir a l'estrena mundial de la pel·lícula.